# Lac Tislit
Le lac Tislit est un lac d'altitude du Haut Atlas central situé dans le cercle (commune) d'Imilchil. Il s'agit d'un agdal (pâturage réservé) où les tribus Aït Haddidou conduisent leurs troupeaux l'été. 
Tous les ans en septembre, un important moussem (fête régionale annuelle) se tient auprès du lac.